# Novosilka, Horodok
Novosilka (în ucraineană Новосілка) este un sat în comuna Bedrîkivți din raionul Horodok, regiunea Hmelnîțkîi, Ucraina.

## Demografie
Componența lingvistică a localității Novosilka
     Ucraineană (100%)
Conform recensământului din 2001, toată populația localității Novosilka era vorbitoare de ucraineană (100%).